# 戸塚道路
戸塚道路（とつかどうろ）は、神奈川県横浜市戸塚区柏尾町から同区汲沢町に至る全長4キロ (km)の国道1号のバイパスである。現在は道路の通称（道路名）が付けられていない。建設の経緯からワンマン道路とも呼ばれる。
並行する国道1号旧道（柏尾戸塚線）や藤沢バイパスに至る区間などについても述べる。

## 概要
- 起点：神奈川県横浜市戸塚区柏尾町（不動坂交差点）
- 終点：神奈川県横浜市戸塚区戸塚町（大坂上）
- 全長：4.2 km
- 車線数：3車線（不動坂交差点 - 横浜新道戸塚終点）、4車線（横浜新道戸塚終点 - 大坂上）

## 歴史

### 変遷
戸塚道路は、1953年（昭和28年）に第4次吉田内閣のもとに建設決定となる。
この道路は戸塚道路として1955年2月1日に開通し、1959年10月28日 に横浜新道へ編入され、この区間の償還が終わった1964年12月16日に無料開放された。
なお、大坂上 - 吹上交差点間は、戸塚道路建設に合わせて再整備した道路であり戸塚道路ではない。

### 建設に至る経緯
元々は、東京 - 御殿場間の弾丸道路の一部として計画していたが、大磯に私邸を構えていた当時の首相吉田茂が東京に向かう際に、国道1号と東海道本線が交差する戸塚駅の北側にある「戸塚大踏切」の渋滞に業を煮やし建設を指示したという逸話があり、吉田のニックネーム「ワンマン宰相」から、「ワンマン道路」あるいは「ワンマンバイパス」という異名をとった。
この戸塚大踏切は、平日の朝を中心に踏切が開かない「開かずの踏切」であったが、2015年3月にアンダーパスができて踏切は廃止された。

### 年表
- 1952年（昭和27年）6月6日 : 道路整備特別措置法（旧）により計画される。
- 1953年（昭和28年）1月17日 : 閣議決定により建設を佐藤栄作建設相（当時）が表明する。
- 1955年（昭和30年）
  - 1月7日 : 横浜市戸塚区柏尾町尾崎台447から同区汲沢町吹上161までの区間の改築工事が終了[3]。事業費は、5.4億円[4]。
  - 2月1日 : 有料道路戸塚道路[5]が開通する[6]。当面の間、午前0時から午前6時までは料金を徴収しない。
- 1956年（昭和31年）
  - 4月16日 : 日本道路公団が管理を引き継ぐ[5]。
  - 10月10日 : この日以降、料金徴収を終日行うこととする[5]。
- 1959年（昭和34年）10月28日 : 戸塚道路の区間に、神奈川県横浜市保土ケ谷区常盤台から同市戸塚区上矢部町までの区間を追加して有料道路横浜新道とする[7]。神奈川県横浜市戸塚区柏尾町から同区汲沢町までの区間は横浜新道戸塚支線となる[4]。
- 1964年（昭和39年）12月16日 : 横浜新道戸塚支線の区間を無料開放する[8]。
- 1968年（昭和43年）: 矢沢交差点の立体交差化が完成する[9]。
- 1970年（昭和45年）: 戸塚道路拡幅を完成供用[9]。
- 2018年（平成30年）：戸塚警察署交差点立体化[10]が事業化。

## 路線状況

### 柏尾戸塚線
戸塚道路と並行する国道1号旧道（通称：東海道）で、横浜市「都市計画道路3・4・7号柏尾戸塚線」の指定を受けた道路である。この道路は、江戸時代の東海道（戸塚宿）とほぼ同じ行程である。

#### 戸塚駅周辺
戸塚駅を中心とした「戸塚駅前地区中央土地区画整理事業」の一部として、戸塚大踏切を迂回する道路を東海道本線の下をトンネルで横切るバイパスとして建設した。横浜市はこのバイパスについて1962年に最初の都市計画決定をしているが、53年という長い年月を経て2015年3月25日に清源院入口交差点から矢部団地入口交差点までのアンダーパスとして開通した。この道路は自動車専用道路のため、踏切がある場所に人道橋が設置され2014年1月18日に開通している。戸塚大踏切は両者の整備後撤去された。

#### 戸塚大踏切
国道1号旧道（柏尾戸塚線）の戸塚駅付近にあった踏切で、正式名称は東海道踏切（とうかいどうふみきり）。JR東海道本線の東京駅から40.807キロメートル (km)の位置にあり、踏切の幅は15.3メートル (m)である。JR東海道本線・横須賀線・貨物線の上下線6本の線路が通っており、交通ラッシュ時には1時間（60分）のうち57分間は遮断機が降りたままの状態になるという、日本国内有数のいわゆる「開かずの踏切」として知られた。通勤・通学ラッシュ時間帯にあたる6時から9時までと、16時から21時までの1日あたりのべ8時間は、道路側の自動車通行は通行止めとなっていた。
国道1号のボトルネック踏切にもなっており、戦後のモータリゼーションおよび、鉄道本数の増加に伴って、交通渋滞も深刻化していった。国土交通省が2005年（平成17年）から本格的な「開かずの踏切」対策に乗りだし、2014年（平成16年）1月に人道橋「戸塚大踏切デッキ」が完成、2015年（平成17年）3月25日に踏切に代わって線路下をアンダーパスする自動車トンネルの完成をもって踏切は閉鎖され、128年間の歴史に幕を閉じた。

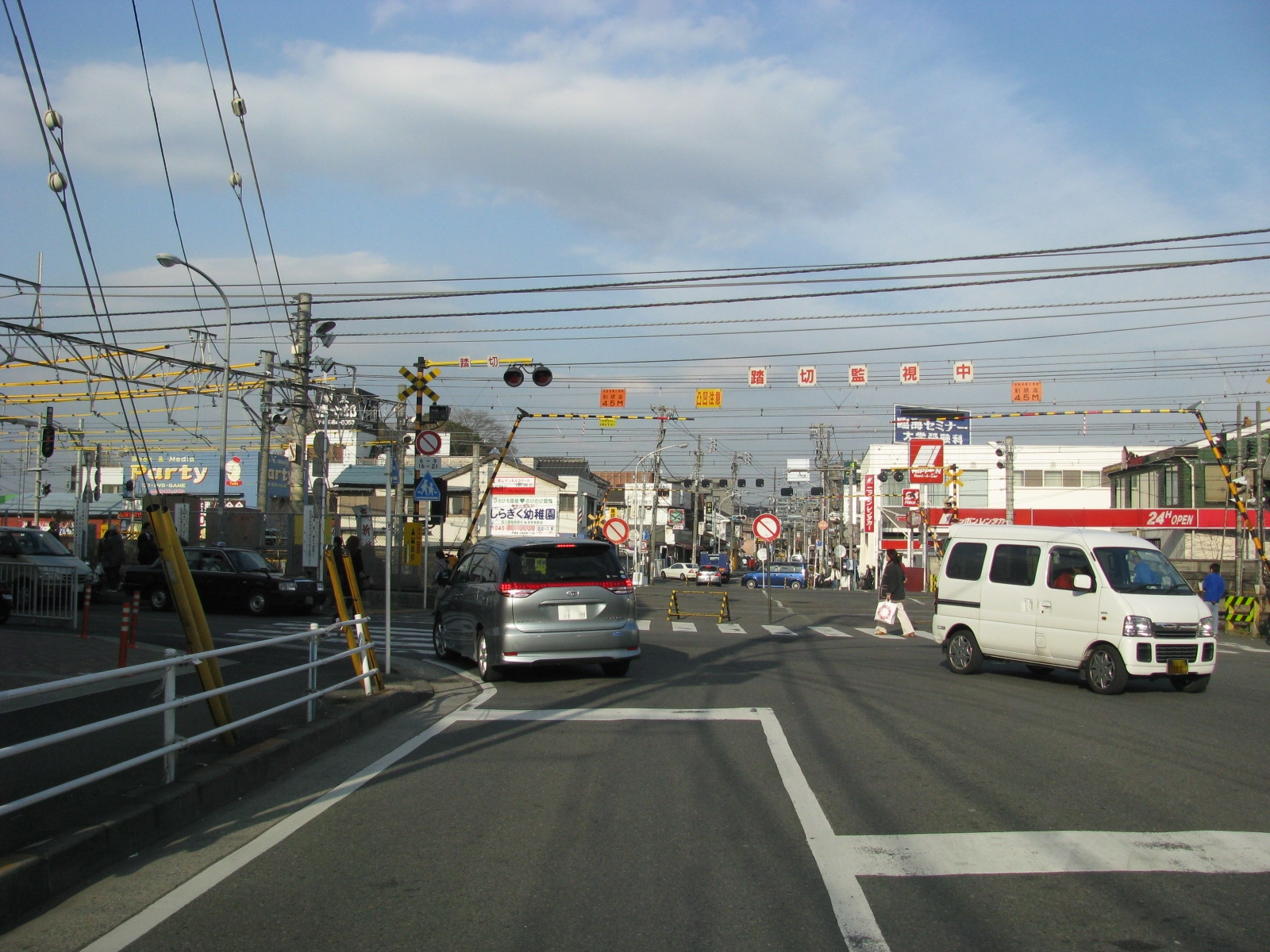
通行止時間中の戸塚大踏切 午前6 - 9時、午後4 - 9時、車両通行止となっていた
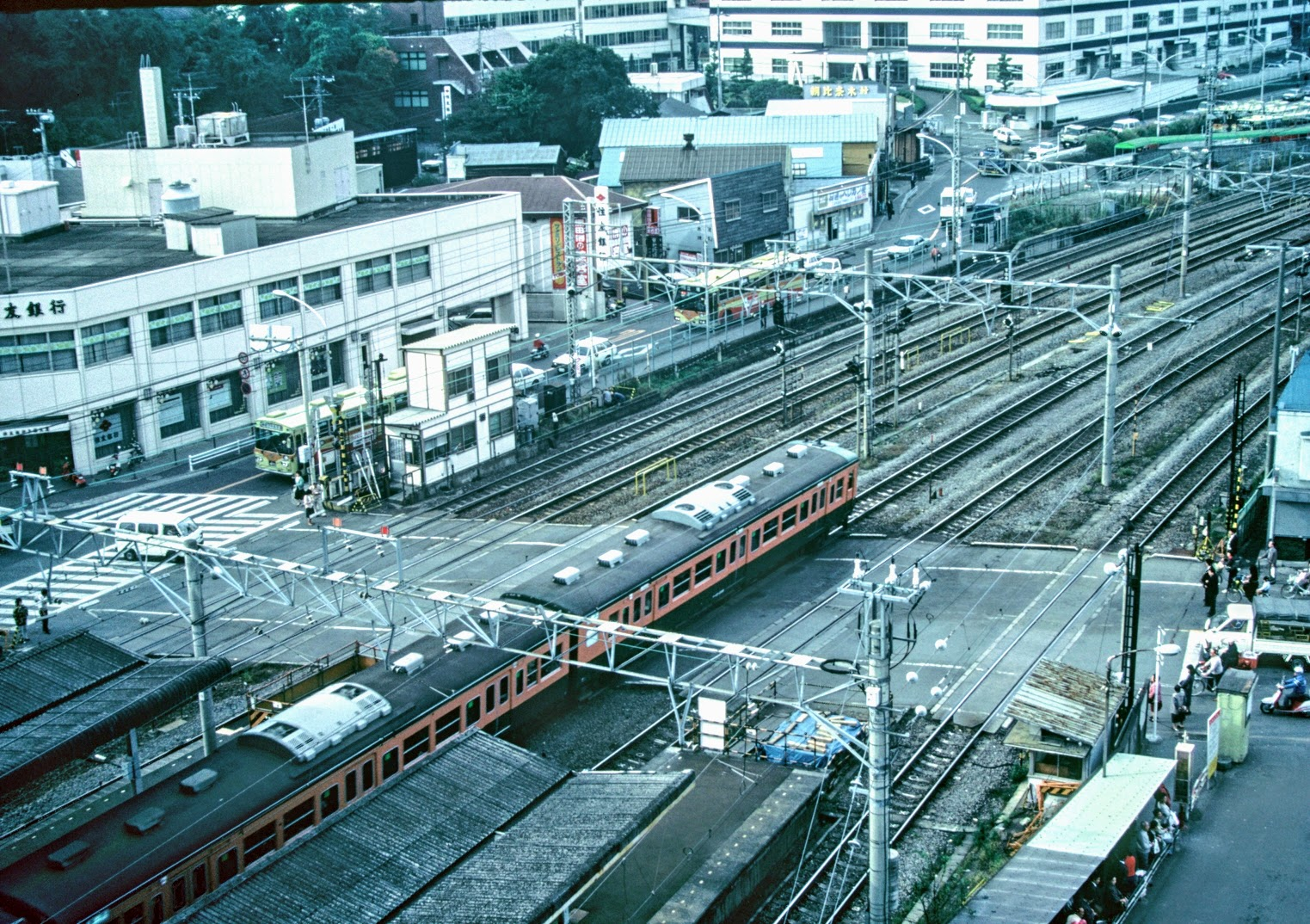
戸塚駅東口が再開発される前の戸塚大踏切
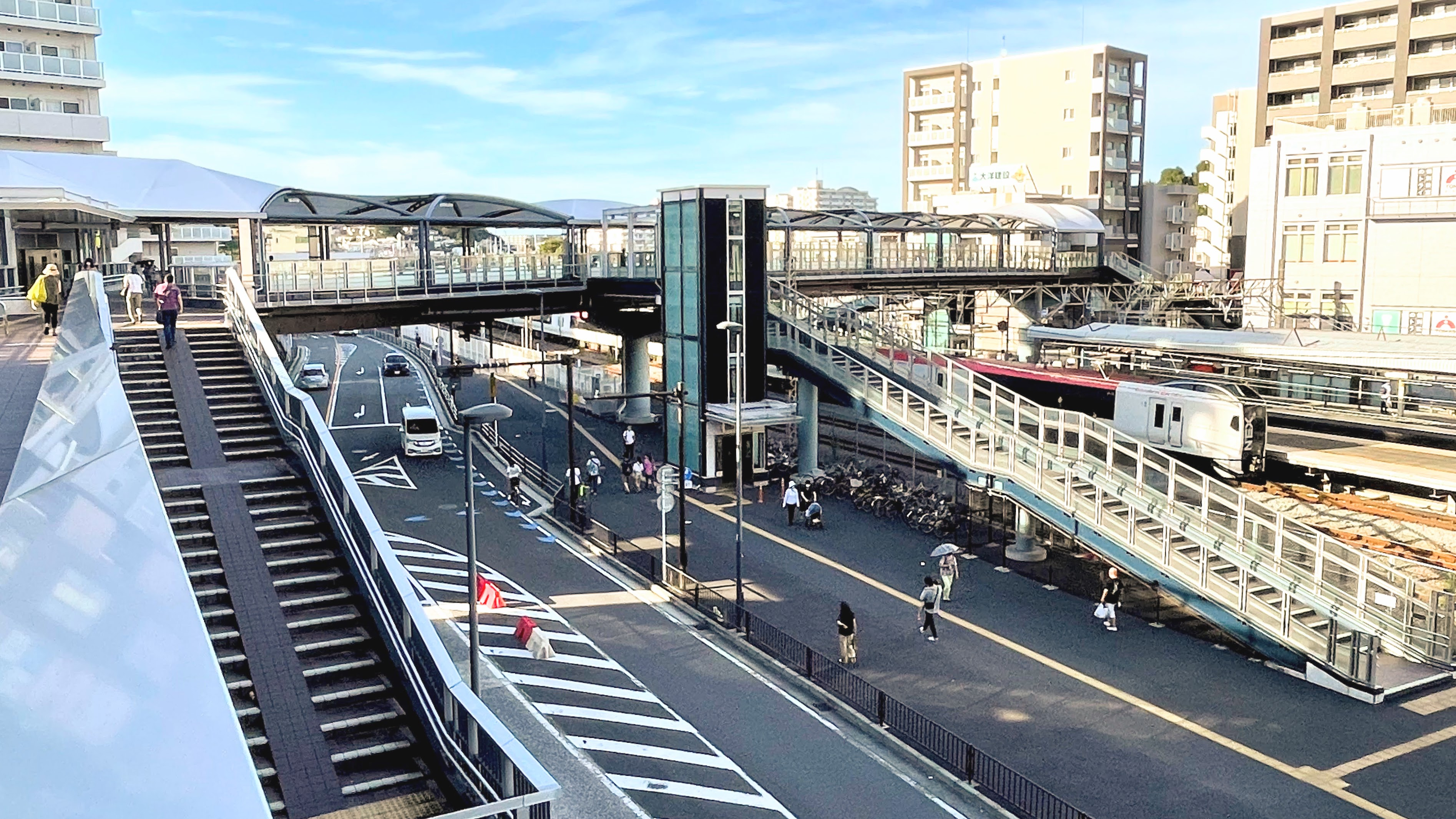
戸塚大踏切デッキ（2021年8月）

#### 不動坂交差点
不動坂交差点においても慢性的な渋滞を解消するため、1997年から保土ヶ谷方面と戸塚終点方面とをアンダーパスで結ぶ立体交差化事業を着手したが、交通の流れが保土ヶ谷方面と戸塚駅方面に変化したことや工費を削減するなどの理由により、2007年に計画の見直しが行われ拡幅での平面交差点に事業変更された。なお、付近にある神奈川県指定天然記念物の益田家のモチノキへの影響についても検討がなされる予定であったが、モチノキはその後枯死した。

### 道路施設

#### 戸塚跨線橋
東海道本線等の鉄道線を越える、戸塚道路の橋（トラス橋）である。

#### 坂本橋
横浜新道戸塚終点に近接する、横浜新道を越える戸塚道路上り線の跨道橋である。

#### 原宿トンネル
神奈川県内でも混雑が激しい原宿交差点の混雑緩和を目的に建設されたトンネル。

### 交通量
平日24時間交通量（平成17年度道路交通センサス）
- 戸塚区矢部新田1419: 56,940台
- 戸塚区原宿687: 38,712台
- 戸塚区柏尾町560: 18,336台
- 戸塚区戸塚町3847: 9,492台

## 地理

### 交差する道路
- 国道1号旧道・県道401号瀬谷柏尾線（不動坂交差点）
- 横浜新道（戸塚終点）
- 県道22号横浜伊勢原線（矢沢立体・交差点）
- 国道1号旧道（大坂上立体）: 戸塚道路はここまで（この付近に箱根駅伝の戸塚中継所がある）
- 横浜環状南線（戸塚IC予定 / 吹上交差点）
- 市道18号環状4号線・県道23号原宿六ツ浦線・県道402号阿久和鎌倉線（原宿トンネル・交差点）
- 神奈川県道402号阿久和鎌倉線（影取町交差点）
- 神奈川県道30号戸塚茅ヶ崎線（藤沢バイパス出口交差点）: 藤沢バイパスに連絡

### 史跡
- 柏尾通り大山道 - 不動坂交差点付近にある交差点名の由来である不動明王堂と、そこから大山に通じる、柏尾通り大山道の道標などが保存されている。
- 益田家のモチノキ - 不動坂交差点近くにある2本のモチノキで、1981年7月17日に神奈川県の天然記念物に指定される[20]。2本とも雌株で推定樹齢は約300年である[21]。「相模モチ」の愛称で呼ばれることもある[22]。
- 大坂 - 戸塚町にある、旧戸塚宿上方見附南側に位置する坂である。『いざ鎌倉』で有名な能の鉢木を基にした、パロディである川柳『佐野の馬 戸塚の坂で 二度転び』で読まれた坂である。

## ギャラリー

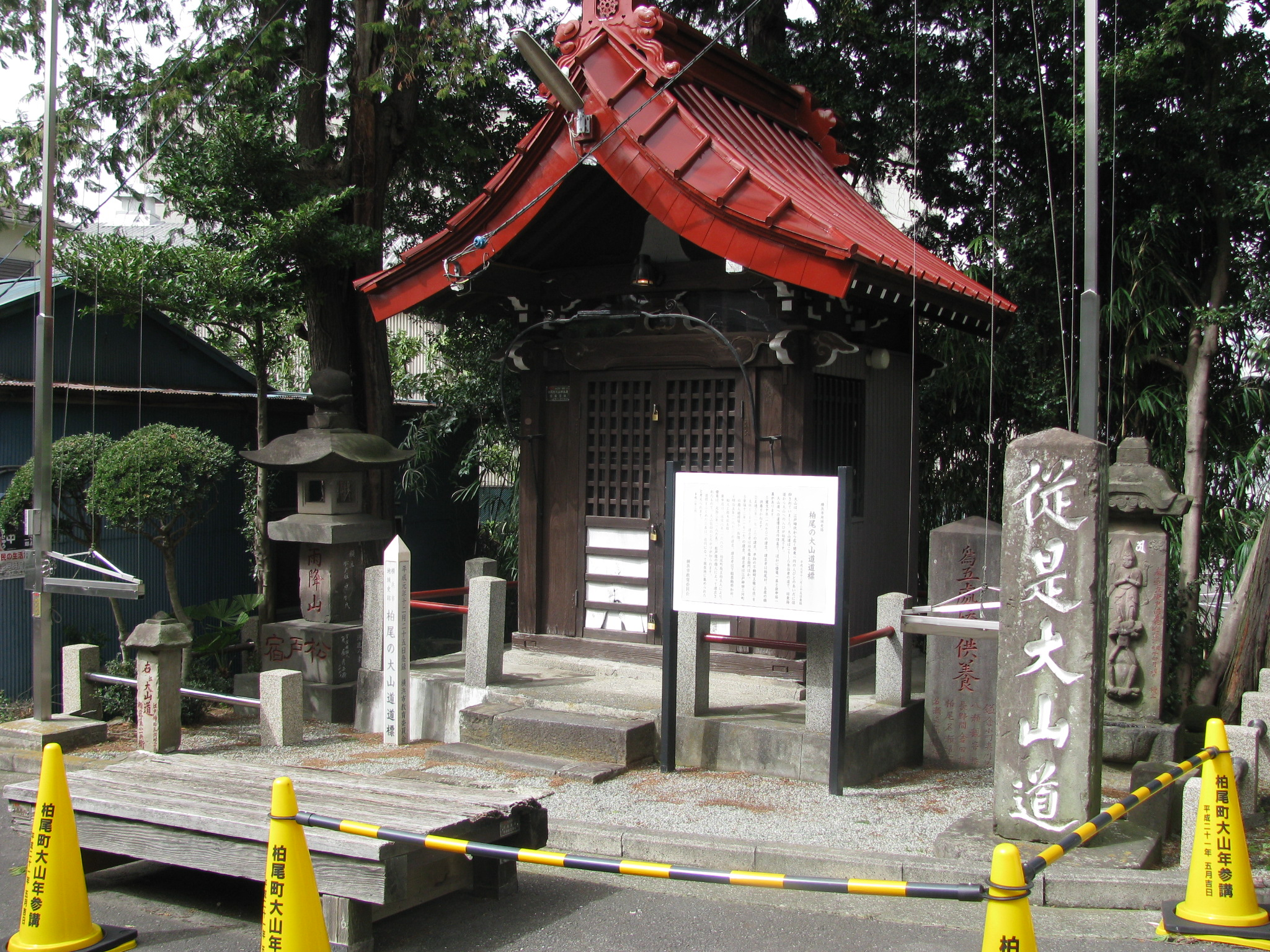
不動明王堂と大山道の道標
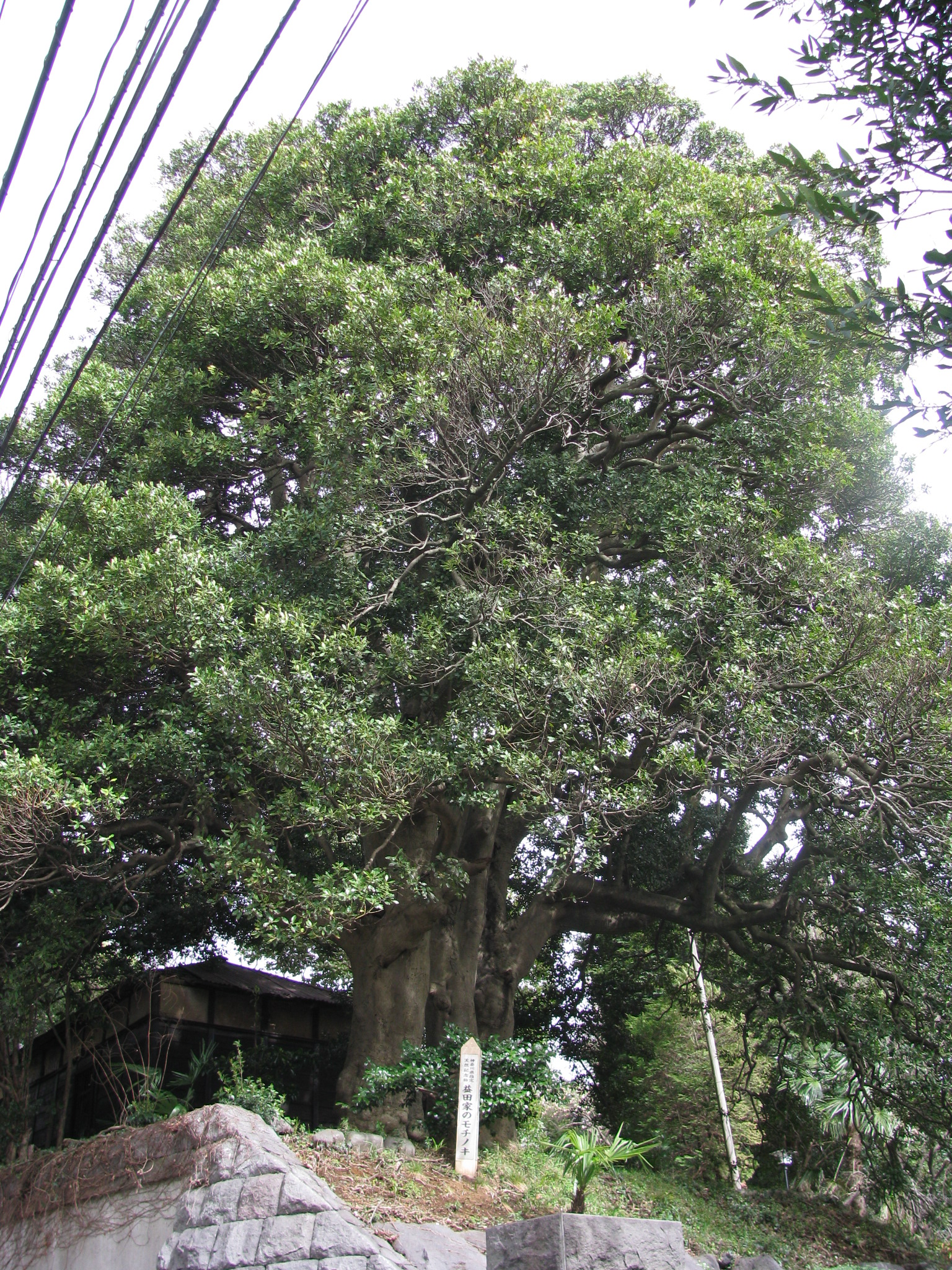
益田家のモチノキ
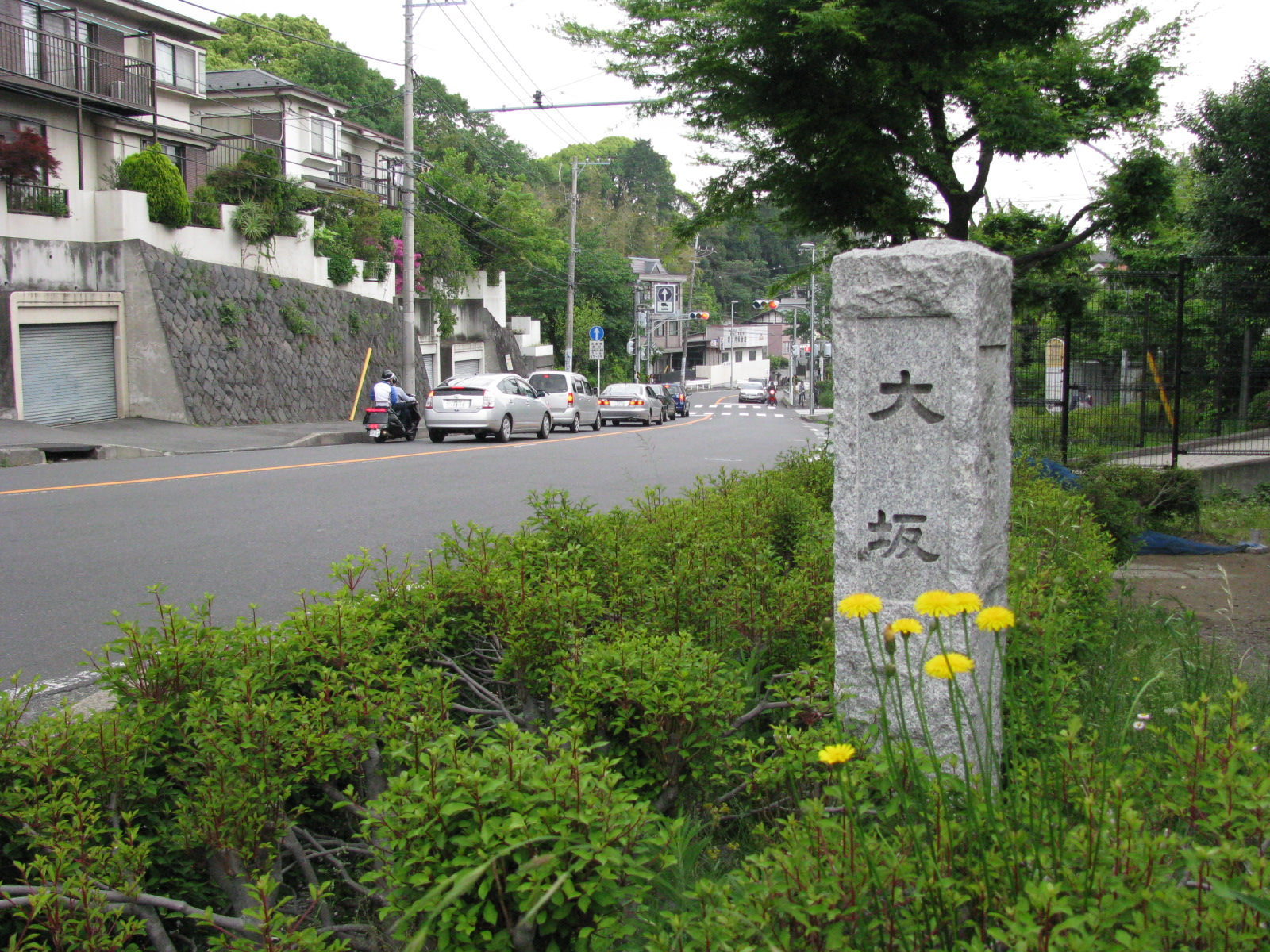
大坂付近